# Скворцово (Владимирская область)
Скворцово — деревня в Гусь-Хрустальном районе Владимирской области России, входит в состав Демидовского сельского поселения.

## География
Деревня расположена в 21 км на юго-восток от центра поселения деревни Демидово и в 59 км на юг от Гусь-Хрустального.

## История
В XIX — начале XX века деревня называлась Рылово и входила в состав Бутыльской волости Касимовского уезда Рязанской губернии, с 1926 года — в составе Палищенской волости Гусевского уезда Владимирской губернии. В 1859 году в селе числилось 17 дворов, в 1905 году — 40 дворов, в 1926 году — 60 дворов.
С 1929 года деревня входила в состав Бутыльского сельсовета Гусь-Хрустального района, с 1935 года — в составе Нармского сельсовета Курловского района, с 1963 года — в составе Гусь-Хрустального района, с 1977 года — в составе Демидовского сельсовета, с 2005 года — в составе Демидовского сельского поселения.
В 1966 году деревня Рылово была переименована в деревню Скворцово. 

## Население
| 1859 | 1905 | 1926 | 2002 | 2010 | 2021 |
| ---- | ---- | ---- | ---- | ---- | ---- |
| 100  | ↗282 | ↗283 | ↘4   | ↘0   | ↗1   |